# تاریای وسوس
تاریای وسوس (انگلیسی: Tarjei Vesaas؛ زاده ۲۰ اوت ۱۸۹۷ درگذشته ۱۵ مارس ۱۹۷۰) یک نویسنده اهل نروژ بود.

## سبک ادبی
وسوس از نویسندگان مدرنیست نروژ به‌شمار می‌رود. آثار او با نثری ساده، فشرده و سرشار از لایه‌های روان‌شناختی نگاشته شده‌اند. طبیعت نروژ، به‌ویژه چشم‌اندازهای روستایی، در نوشته‌های او نقش مهمی ایفا می‌کند و اغلب بازتابی از حالات درونی شخصیت‌هاست. مضامین تکرارشونده در آثار وسوس شامل مرگ، گناه، اضطراب، خشونت و درون‌گرایی است.